# Agapetus dayi
Agapetus dayi is een schietmot uit de familie Glossosomatidae. De soort komt voor in het Australaziatisch gebied.